# تشو هوي
تشو هوي (بالصينية: 周卉) هي لاعبة كرة الريشة صينية، ولدت في 1989 في ضاحية لينان ‏ في الصين.

## وصلات خارجية
- تشو هوي على موقع BWF.tournamentsoftware.com (الإنجليزية)
- تشو هوي على موقع BWFbadminton.com (الإنجليزية)